# Miguel Juárez Celman
Miguel Ángel Juárez Celman (Córdoba, 29 settembre 1844 – Arrecifes, 14 aprile 1909) è stato un politico e avvocato argentino, presidente dell'Argentina dal 12 ottobre 1886 al 6 agosto 1890 quando si dimise.

## Biografia
Studiò giurisprudenza divenendo avvocato nel 1869. In 1867 si affiliò alla Massoneria. Grazie alla posizione della famiglia, venne eletto al parlamento della sua provincia non appena ottenuto il dottorato e si mise a capo di un movimento che promuoveva la laicizzazione dell'istruzione. Due anni dopo venne eletto al Senato argentino e nel 1880 divenne Governatore di Córdoba. Alla fine del 1886 divenne Presidente della Nazione Argentina.
La sua presidenza fu caratterizzata da un forte impulso all'immigrazione dall'Europa, alla esecuzione di grandi lavori pubblici, in particolare nella capitale Buenos Aires, che egli voleva portare a livello delle grandi capitali europee come Londra e Parigi. La privatizzazione delle ferrovie gli alienò la simpatia di molti politici del suo stesso partito, così come il suo modo autocratico di governare.
Egli avviò una riforma del sistema giudiziario, ivi compresa l'organizzazione dei tribunali, creò il catasto della proprietà, riformò il Codice penale e quello del commercio, portò al voto la legge che istituiva il matrimonio civile. Il forte deficit pubblico che il paese accumulò durante la sua presidenza, unitamente alle accuse di corruzione e di speculazione immobiliare contro membri del suo governo, gli causarono una forte opposizione anche da parte di suoi precedenti sostenitori.
La crisi britannica alla fine degli anni 1880 ebbe seri contraccolpi sull'economia argentina: già nel 1885 la moneta argentina era divenuta non più convertibile e l'accumulo del deficit pubblico, con le conseguenze sull'inflazione e la notizia portata in Senato, dell'esistenza di un'emissione clandestina di banconote, portarono ad una sanguinosa rivolta, che venne repressa nel sangue, ma che costrinse Celmán a rassegnare le sue dimissioni. Abbandonata definitivamente la politica, egli si ritirò nella sua fattoria di Arrecifes, ove morì nel 1909.
Nonostante il suo anticlericalismo, era legato da grande amicizia a don José Gabriel del Rosario Brochero, che aveva conosciuto all'Università di Cordoba.